# Rocs de Queralt
Els Rocs de Queralt, o Roques de Queralt, constitueixen una cinglera de roques del terme municipal de la Pobla de Segur, situada a la part nord-est del terme, al lloc on hi havia hagut el poble dispers de Gramuntill, que era arredossat sota seu.
Són la continuïtat cap al sud-oest del conjunt muntanyós on s'obre pas el Congost de Collegats, així com del massís muntanyós del nord del terme de la Pobla de Segur, on es troba el poble abandonat de Montsor i el Roc de Sant Aventí.
Formen els Rocs de Queralt el Turó de la Llosa, de 1.091,1 m. alt., el Tossal Gros, de 1.081,5 m. alt., el Tossal del Graell, de 1.017,7, al nord del qual hi ha les restes de la masia de Queralt, que dona nom al lloc, el Tossal del Cap, de 975,4, i el Tossal de la Vinya.